# Sagittaria latifolia
Sagittaria latifolia es una especie de Liliopsida del género Sagittaria, de la familia Alismataceae, del orden Alismatales.

## Taxonomía
Fue descrita científicamente por Willd. Fue publicado por primera vez en Sp. Pl. ed. 4. 4: 409 (1805).